# Remigio Crescini
Remigio Crescini (né le 5 mai 1757 à Plaisance et mort le 20 juillet 1830 à Montefiascone) est un cardinal du XIXe siècle. Il est membre de l'ordre des bénédictins du Mont-Cassin.

## Biographie
Il est élu évêque de Parme en 1828. Le pape Pie VIII le crée cardinal lors du consistoire du 27 juillet 1829. Il participe au conclave de 1830-1831, lors duquel Grégoire XVI est élu pape.

### Source
- Fiche de Remigio Crescini sur le site fiu.edu